# Emil i Lönneberga (film)
Pour les articles homonymes, voir Emil i Lönneberga.
Pour plus de détails, voir Fiche technique et Distribution.
Emil i Lönneberga est un long métrage d'animation suédois réalisé par Olle Hellbom, sorti au cinéma en Suède en 1971.
C'est un dessin animé de fantasy animalière pour la jeunesse, première adaptation cinématographique en trois parties des romans d'Astrid Lindgren consacrés à Zozo la tornade.

## Fiche technique
- Titre original : Emil i Lönneberga
- Réalisateur : Olle Hellbom
- Musique : Georg Riedel (bande originale publiée sur LP Philips 6316 012, 1971[1])
- Pays de production:  Suède
- Langue : suédois
- Format : couleur
- Son : Dolby
- Durée : 95 minutes
- Date de sortie : Suède : 4 décembre 1971

### Distribution
- Astrid Lindgren : Berättarröster
- Jan Ohlsson : Emil
- Lena Wisborg : Ida
- Allan Edwall : Anton,Emils Och Idas pappa
- Emy Storm : Alma,Emils Och Idas mamma
- Björn Gustafson : Alfred,Dräng
- Maud Hansson : Lina,Piga
- Mimi Pollak : Lillklossan
- Georg Årlin : Präst
- Carsta Löck : Krösa : Maja
- Isa Quensel - Krösa-Majas röst
- Hannelore Schroth : Fru Petrell
- Ellen Widmann : Kommendoran
- Gus Dahlström : Stolle : Jocke
- Hildur Lindberg : Vibergskan
- Paul Esser : Doktor
- Hans Lindgren : Doktor
- Birgitta Valberg - Kommandorans röst
- Jan Nygren (skådespelare) - Gubben i Lönneberga